# ササヤマミロス
ササヤマミロス (Sasayamamylos) とは、約1億1200万年前の白亜紀前期のアルビアン（アルブ期）前期に存在した、真獣下綱（真獣類）に属する哺乳類の一属である。模式種はササヤマミロス・カワイイ (Sasayamamylos kawaii) 。ササヤマミュロスとも呼ばれる。

## 概要
ササヤマミロスの模式種、ササヤマミロス・カワイイは、現在の兵庫県丹波篠山市に分布する篠山層群の下部、約1億1200万年前の地層から発掘された、右下顎骨（歯骨）の化石に基づいて記載された。愛媛大学大学院の楠橋直、兵庫県立人と自然の博物館の三枝春生らの研究チームが行った2007年から2008年の発掘調査で見つかった、前述の右下顎骨をはじめとする化石4点を同時代の他の真獣下綱の化石と比較した結果、特に歯や顎の特徴が既知の種と異なることから新属新種とされた。
ササヤマミロスの化石は、2013年3月末の時点で、左右の下顎骨以外は報告されていない。最も大きな化石は模式標本となった右下顎骨の化石で、ほぼ完全な形で発掘され、長さは約2.5cmある。ここから推測される全長は十数cm、体重は40gから50gのネズミ程度の大きさの動物と考えられる。

## 名称
種小名を含めた学名 Sasayamamylos kawaii の "Sasayama" は発掘場所である篠山層群、"mylos" は臼歯が特徴的であることからギリシャ語での「臼」、"kawaii" は、篠山市出身の霊長類学者である、兵庫県立人と自然の博物館の名誉館長、河合雅雄に因んでいる（ "kawai" に、ラテン語における男性名の所有格である "-i" をつけ、"kawaii" となる）。記載論文はフィロソフィカル・トランザクションズにより発行される Proceedings of the Royal Society B 誌上にて、2013年3月27日に掲載された。篠山層群の化石が新種として学名が正式につけられ、記載されたのはこれが初めてである。
なお動物の学名は基本的にラテン語で付けられ、前述のとおり人名に因む種小名は原則として所有格とするため、末尾に i をつける（男性の場合）。したがって "Kawai" に因む種小名 は"kawaii"となり、これをローマ字読みすると「可愛い」に通ずるからか、各種報道での見出しは「カワイイ」を取り上げることが少なくなかった。

## 意義
ササヤマミロスの化石は、知られている真獣下綱としては最も古い時代である、白亜紀前期の地層で発見されている。同時代の真獣下綱は他にエオマイア・スカンソリアなど数種しか知られていない。つまり世界的にも古く、日本国内では最古の珍しい真獣下綱であると言える。現生の哺乳類の9割以上は真獣下綱に属しているため、この発見は初期の哺乳類から現在の哺乳類に至る進化を考察する上で、手がかりとなると思われる。
ササヤマミロスの歯は、名称の由来ともなった、発達した臼歯を持つ事を特徴とする。初期の哺乳類は、咬頭の鋭い牙状の歯を多く持っており、恐らくササヤマミロスの歯のいくつかも、昆虫の硬い外骨格を貫く事が出来ると思われる。しかし、さらにササヤマミロスの歯は切歯、犬歯、小臼歯、大臼歯の数が 3 - 4 : 1 : 4 : 3 と、現在の真獣類に共通してみられる歯式を獲得しており、かつ臼歯が発達している。臼歯は食物をすりつぶす事に特化し、食物からより効率的にエネルギーを抽出することができる。このようにササヤマミロスの化石は、この時代には哺乳類の歯の進化が急速に進んだことを示している。